# McDonnell Douglas A-4G

O McDonnell Douglas A-4G Skyhawk é uma variante do avião de ataque Douglas A-4 Skyhawk desenvolvido pela Marinha Real Australiana (RAN). O modelo foi baseado na variante A-4F do Skyhawk e foi equipado com aviônicos ligeiramente diferentes, bem como a capacidade de operar AIM-9 Sidewinder. A RAN recebeu dez A-4Gs em 1967 e outros dez em 1971, e operou o tipo de 1967 a 1984.
No serviço australiano, os A-4G formaram parte do grupo aéreo do porta-aviões HMAS Melbourne, e foram usados principalmente para fornecer defesa aérea para a frota. Eles participaram de exercícios em toda a região do Pacífico e também apoiaram a formação de navios de guerra da RAN, bem como outros elementos do exército australiano. Os Skyhawks não viram combate, e um planejado desdobramento de alguns de seus pilotos para lutar na Guerra do Vietnã; foi cancelado antes que ocorresse. Dez A-4Gs foram destruídos como resultado de falhas de equipamento e acidentes em combate durante o serviço do tipo com a Marinha, causando a morte de dois pilotos.
A RAN não tinha necessidade da maior parte de seus aviões de asa fixa depois que Melbourne foi desativada em 1982, e os dez A-4Gs restantes foram vendidos à Força Aérea Real da Nova Zelândia (RNZAF) em 1984, onde foram inicialmente utilizados para fins de treinamento. Entre 1986 e 1991 essas aeronaves foram atualizadas e re-designadas A-4Ks. Dois dos antigos A-4G caíram em 2001, resultando na morte de um piloto. Os Skyhawks da RNZAF foram aposentados em 2001. Oito A-4Ks, incluindo seis ex-A-4Gs, foram vendidos para Draken International em 2012 e estão em serviço de apoio aos exercícios de treinamento militar dos Estados Unidos.

## Aquisição

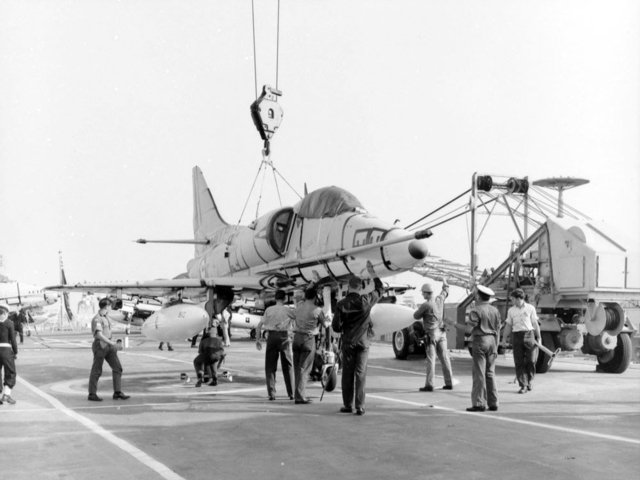
A-4G Skyhawk sendo içado no convés do HMAS Melbourne em novembro de 1967

Durante o final da década de 1950 o governo da Austrália e a Marinha Real Australiana (RAN) consideraram opções para substituir o porta-aviões HMAS  Melbourne , e seu grupo aéreo. Enquanto "Melbourne" tinha sido comissionado em 1955, os caças deHavilland Sea Venom e o avião de patrulha marítima operado pelo Braço de Ar da Frota (RAN) (FAA) estavam se tornando obsoletos. Acreditava-se que  Melbourne  era pequeno demais para operar tipos de aeronaves mais modernos, e a RAN buscou opções para comprar um porta-aviões maior. O governo julgou que o custo de um novo porta-aviões era muito alto, especialmente tendo em conta as despesas dos programas de aquisição da RAAF (Força Aérea Real Australiana) E em novembro de 1959 anunciou-se que a FAA deixaria de operar asas fixas em 1963. 
Como resultado da intervenção do Ministro da Marinha, o senador John Gorton, o governo finalmente concordou em adquirir novos aviões de asa fixa. Gorton tinha servido como um piloto de caça na Segunda Guerra Mundial e tinha um forte interesse em sua carteira. Em 1961, Gorton convenceu o Gabinete a financiar um programa para revigorar a FAA, começando com a compra de 27 helicópteros anti-submarinos Westland Wessex. Foi planejado reter  Melbourne como um portador do helicóptero, mas em meados de 1963 o governo deu à marinha a permissão para conservar os venenos do mar e os Gannets no serviço até pelo menos 1967. O Ministro da Defesa, Senador Shane Paltridge, rejeitou uma proposta da Marinha de comprar um porta-aviões de classe Essex dos Estados Unidos em junho de 1964, e no mês seguinte "Melbourne" empreendeu testes de voo com Douglas A-4 Skyhawk e Grumman S-2 Tracker durante uma visita à maior base americana em Subic Bay. Nas Filipinas. O Skyhawk era um avião de ataque particularmente leve e compacto, com uma asa pequena o suficiente para não exigir um mecanismo de dobra.  Os American Trackers haviam voado anteriormente do porta aviões durante exercícios em 1957, e a Royal Navy canadense tinha testado com sucesso Skyhawks do navio irmão de Melbourne. Os testes conduzidos na baía de Subic foram bem, e confirmaram que "Melbourne" necessitaria somente de modificações menores para operar com segurança ambos os tipos de aviões. 
No final de 1964 a RAN procurou a aprovação do governo para atualizar Melbourne e comprar uma força de 18 Skyhawks e 16 Trackers. Os Skyhawks foram concebidos para serem utilizados para fornecer defesa aérea para a frota, bem como para atacar navios de guerra e alvos em terra. Enquanto a Junta Naval foi o comitê de oficiais sênior responsáveis pela administração da Marinha Real Australiana.  considerou a greve marítima como uma tarefa lógica para a FAA, A RAAF argumentou que os 24 aviões General Dynamics F-111C que tinha ordenado seria mais eficaz neste papel. Gabinete concordou com a proposta de modernizar a transportadora e adquirir Trackers em novembro de 1964, mas adiou uma decisão sobre os Skyhawks naquele momento. Depois de mais lobby e trabalho de pessoal pela Marinha, O governo concordou finalmente comprar dez Skyhawks em 1965 adiantado para um custo de £ 9.2 milhão. Esta ordem compreende oito avião de caça do único-assento e um par de TA- 4 Skyhawk formadores. Estes aeronaves foram os primeiros Skyhawks recém-construído para ser vendido para um país diferente dos Estados Unidos.  
Os Skyhawks australianos, que foram designados A-4G, eram uma variante do A-4F Skyhawk. O A-4F foi a versão final do single-seat do Skyhawk que foi projetado especificamente para a Marinha dos Estados Unidos, e primeiro voou em 1966; 164 foram finalmente entregues. Esta variante tinha um motor mais poderoso do que o equipado para Skyhawks anteriores, bem como uma melhor protecção contra o fogo no solo e um distintivo "joroba" contendo aviónicos , Que lhe valeu o apelido de "Camel". As principais diferenças entre as variantes F e G foram que o O A-4Gs também não possuíam a habilidade do A-4F de ter a capacidade de operar mísseis ar-ar AIM-9B Sidewinder A  Os TA-4G instrutores de dois lugares foram equipados com os mesmos aviônicos e armas que a aeronave de assento único, mas não puderam ser operados a partir do Melbourne pois as suas características de voo implicavam que  não poderiam decolar com segurança do navio no caso de um pouso. 
Os dez Skyhawks foram entregues a RAN durante 1967. O primeiro voo de teste de A-4G ocorreu o 19 de julho desse ano, e o primeiro TA-4G voou dois dias depois.  Em 26 de julho, um A-4G e um TA-4G foram entregues a RAN em uma cerimônia conduzida na fábrica da McDonnell Douglas em Long Beach, Califórnia. Em outubro desse ano,  Melbourne  navegou para os Estados Unidos para pegar os Skyhawks e Trackers, com o A-4 sendo embarcado na Naval Air Station North Island em San Diego. O porta aviões transportou esses aviões de volta para Jervis Bay, Nova Gales do Sul, de onde eles foram descarregados e movidos por estrada para a estação aérea da Marinha em HAT Albatroz (HMAS Albatross) Perto de  Nowra. Depois de completar esta tarefa,  Melbourne  prosseguiu para Sydney para começar um reajuste que o prepararia para operar o novo grupo aéreo. 
Outros dez A-4G foram comprados em 1969. Os aviões foram financiados, cancelando planos de expandir a força da Marinha de submarinos de classe Oberon de seis a oito barcos; Esta mudança foi justificada com o argumento de que iria melhorar a eficácia do porta aviões e expandir as capacidades de greve da FAA. Tal como com a primeira ordem, esta compra compreendeu oito A-4Gs e Dois TA-4Gs. Os Skyhawks eram ex-US Navy A-4Fs, e foram modificados para A-4G padrão antes de serem entregues à Austrália. Estas aeronaves foram recolhidas de San Diego em Julho de 1971, que as entregaram a Jervis Bay no mês seguinte.  
Os Skyhawks Australianos mantiveram seus números de série da Marinha dos Estados Unidos, mas também foram alocados números mais curtos de "zumbido" pintados perto de seu nariz. O primeiro lote de A-4Gs foram alocados números 882 a 889, eo segundo lote foram atribuídos 870 a 877. Os dois primeiros TA-4Gs foram 880 e 881, e o segundo par 878 e 879.  

## Acidentes e incidentes
Dez dos vinte A-4Gs foram perdidos durante o serviço do tipo com o RAN. Isso deu ao Skyhawk um histórico de segurança ruim, mas a alta taxa de perda foi pelo menos parcialmente atribuível aos perigos intrínsecos envolvidos em operar a partir de um porta-aviões.   Dois pilotos foram mortos nestes acidentes. 
Quatro Skyhawks foram destruídos em acidentes durante meados da década de 1970. O primeiro A-4G a ser perdido foi 873, que caiu no mar fora de Williamtown, Nova Gales do Sul, em 5 de junho de 1973 devido a uma falha de motor; Seu piloto ejetado e foi resgatado por um helicóptero RAAF. Em 8 de novembro do mesmo ano, Melbourne sofreu uma falha de catapulta ao lançar 889 perto de Singapura e o avião pousou no mar em frente ao porta-aviões. Enquanto "Melbourne" navegava diretamente sobre o Skyhawk derrubado, seu piloto conseguiu se libertar e foi apanhado por um helicóptero. A perda seguinte ocorreu em 16 de maio de 1974 quando TA-4G 879 caiu no mar ao conduzir um ataque de prática em Melbourne fora da costa sul de Nova Gales do Sul, Matando o piloto. Em 16 de maio do ano seguinte A-4Gs 870 e 872 colidiram ao voar perto de Jervis Bay; 872 caiu, resultando na morte de seu piloto, mas 870 conseguiram retornar ao  Albatross . 
As outras seis perdas de A-4G ocorreram durante 1979 e 1980. Em 23 de janeiro de 1979, 870 sofreu uma falha de turbina em voo e caiu perto de Braidwood, Nova Gales do Sul; Seu piloto foi resgatado por um helicóptero RAAF. Em 23 de maio daquele ano 888 correu do convés de voo do Melbourne após um arame de para-raios quebrar durante um desembarque perto de Jervis Bay. Seu piloto, um oficial de intercâmbio da Marinha dos EUA, sobreviveu. Em 24 de setembro de 1979, 886 rolou sobre o lado do portador ao ser movido ao longo da plataforma de voo em mares pesados; Um tripulante à terra da FAA que estava sentado na cabina do piloto na época conseguiu escapar depois que a aeronave bateu na água e foi resgatado pelo destróier HMAS  Hobart . A próxima perda ocorreu em 28 de abril de 1980 quando o motor do TA-4G 878 falhou enquanto se preparava para pousar no HMAS  Albatross . O piloto desta aeronave ejetou com segurança e foi resgatado por um helicóptero RAN. Em 2 de outubro daquele ano o A-4G 875 caiu no mar perto de Sumatra, quando seu motor falhou ao ser lançado do Melbourne; Seu piloto expulso e foi resgatado. A perda final ocorreu em 21 de outubro de 1980, quando 885 caiu no mar como resultado de uma catapulta falha; O piloto foi apanhado por um Wessex. 
Dois dos antigos A-4G também foram perdidos durante o seu serviço com o RNZAF. Em 16 de fevereiro de 2001, NZ6211 (882 em serviço australiano) caiu perto de Nowra enquanto praticava uma manobra acrobática com outro Skyhawk; Seu piloto, que também era o comandante do Esquadrão N.° 2, foi morto instantaneamente. O último ex-A-4G a ser perdido foi TA-4K NZ6256 (o antigo 881), que caiu no Oceano Índico de Perth, Austrália Ocidental em 20 de março de 2001. Seu piloto expulsou e sobreviveu.  Piloto sobrevive ao acidente de Skyhawk.

## Operadores
- Marinha Real Australiana
  - 724 Squadron
  - 805 Squadron
- Força Aérea Real Australiana
  - No. 2 Squadron